# Ambassade d'Algérie au Danemark
L'ambassade d'Algérie au Danemark est la représentation diplomatique de l'Algérie au Danemark, qui se trouve à Copenhague, la capitale du pays.